# 宋岡陵
宋岡陵（1956年10月28日—），台灣女演員，曾擔綱過多部電視連續劇的女主角，後曾短暫轉為電視製作人，最後完全退出演藝圈。

## 生平
宋岡陵，祖籍湖南汝城。父親宋承書曾是中華民國國軍軍人，1949年隨部隊抵達台灣。母親陳氏是北平人。宋家育有2子3女，宋岡陵是次女。宋岡陵出生於花蓮縣，「岡陵」二字是父親取自《詩經·小雅》「如山如阜，如岡如陵」。但因為父親自軍中退休轉任教師，出生後不久，全家搬到嘉義縣。中學畢業後，全家再搬至臺北市。高中畢業後，親姐宋采霙將她的照片郵寄參加中央電影公司演員訓練班通訊報名，她經過考試獲得錄取，並在培訓後成為三個被中影留用的基本演員之一。
1974年，她獲得電影《古鼎紅顏》與其他電影的演出機會，但都是演小角色；直到1978年，製作人周遊籌拍中國電視公司電視劇《烽火兒女情》，找她擔綱重要角色後才開始出名，她也以此劇獲得當年中國文藝獎章最佳女演員獎。
但在大紅之後不久的1979年，她旋即和福星製衣少東蔡昭倫結婚，並短暫退出演藝圈，隨夫婿赴美定居；期間兩人先後生下一子一女，丈夫同意她回台繼續演藝工作。1988年，她一邊忙著錄製中視連續劇《王昭君》，一邊參與她和製作人曹景德合作的康德傳播籌備拍攝中視連續劇《天使之愛》，還要兼顧自己的服飾公司「康綾服裝」的業務。1990年中，她選擇在復出後當紅之際再次退出演藝圈，僅協助丈夫生意；但此後兩人婚姻漸生嫌隙，最後在1995年簽字離婚。2000年，她主持太陽衛視生活台談話性節目《美麗密碼.com》。
退出演藝圈後，她轉為經營直銷與服飾業，並曾在2001年獲得「中華民國婦女創業楷模獎」；但之後公司經營不善，於2003年中結束營業。2006年被控涉嫌詐欺2百萬未還，2008年台北地檢署偵辦多時因屢傳不到，才發現宋岡陵早已潛逃出境迄今。

## 演出作品

### 電視劇
- 1978 中視  《烽火兒女情》
- 1982 中視  《翡翠谷》
- 1984 台視  《一千個春天》飾演：陳香梅
- 1985 中視  《夕陽山外山》飾演：江柔
- 1985 中視  《牽情》飾演：狄見歡
- 1987 中視  《雙面佳人》飾演：桑雨柔 (卓如夢)
- 1987 中視  《長江一號》飾演：張靄如
- 1988 中視  《王昭君》飾演：王昭君
- 1989 中視  《天使之愛》飾演：程庭歡、程庭雨 (第1-4集出演) [13]
- 1990 中視  《塔裡的女人》飾演：黎薇
- 1990 中視  《天龍八部》飾演：王語嫣、李秋水、夢姑

## 爭議

### 詐欺事件
2008年底，一名曾是宋岡陵投資夥伴的陳姓男子控告宋岡陵詐騙他投資的200萬元新台幣不還，宋岡陵因法院屢傳不到而被發布通緝。2011年，宋岡陵在美國發表聲明喊冤，稱會透過法律途徑解決問題。

## 外部連結
- 宋岡陵在互联网电影资料库（IMDb）上的資料（英文）
- 宋岡陵在香港影庫上的簡介
- 宋岡陵在豆瓣上的资料（简体中文）
- 華文影史庫 宋岡陵 簡介 （页面存档备份，存于）